# Varsity Blues
Varsity Blues és una pel·lícula estatunidenca del 1999 dirigida per Brian Robbins. La pel·lícula als Estats Units va recaptar 52 milions de dòlars. El seu pressupost va ser de 16 milions. Després va ser parodiada per Not Another Teen Movie.

## Argument
Tracta sobre un equip de futbol i l'entrenador autoritari en una temporada força difícil. Els jugadors han de lluitar contra les pressions de l'adolescència i una comunitat obsessionada amb el futbol mentre tenen aquest entrenador tan estricte.
L'equip dels Coiots de West Caan està molt a prop d'aconseguir el seu vint-i-tresè títol de lliga; els seus èxits han convertit al seu entrenador Bud Kilmer en una autèntica llegenda. Però quan Lance Harbor (Paul Walker), estrella de l'equip, pateix una lesió que l'aparta per sempre de la competició, Jonathan “Mox” Moxon (James Van Der Beek) pren les regnes dels Coiots; i llavors, la seva actitud irreverent i peculiar enfocament de la vida xoquen frontalment amb la disciplina de l'entrenador.

## Repartiment
- James Van Der Beek: Jonathon "Mox" Moxon.
- Amy Smart: Jules Harbor.
- Paul Walker: Lance Harbor.
- Ali Larter: Darcy Sears.
- Jon Voight: Entrenador Bud Kilmer.
- Scott Caan: Charlie Tweeder.
- Ron Lester: Billy Bob.
- Richard Lineback: Joe Harbor.
- Eliel Swinton: Wendell Brown.
- Thomas F. Duffy: Sam Moxon.

## Taquilla
La pel·lícula es va estrenar en el número 1 en la taquilla d'Amèrica del Nord aconseguint 17,5 milions de dòlars en el seu primer cap de setmana.